# مملكة سردينيا (1324-1720)
كانت مملكة سردينيا دولة إقطاعية في جنوب أوروبا نشأت في أوائل القرن الرابع عشر وأول من امتلك تاج أراغون قبل الإمبراطورية الإسبانية.
كانت المملكة جزءًا من تاج أراغون وتألفت في البداية من جزر سردينيا وادّعت امتلاكها لجزيرة كورسيكا، من ثم ادّعت البابوية السيادة على كليهما، ومنحتهما كإقطاعية «Regnum Sardiniae et Corsicae» (مملكة سردينيا وكورسيكا)، إلى الملك جيمس الثاني ملك أراغون عام 1297. وابتداءً من عام 1324، غزا جيمس وخلفاؤه جزيرة سردينيا وفرضوا سلطتهم القانونية بحكم الأمر الواقع. في عام 1420، بعد حرب سردينيا-أراغون، بيعت آخر مطالبة متنافسة على الجزيرة. بعد اتحاد تيجان أراغون وقشتالة، أصبحت سردينيا جزءًا من الإمبراطورية الإسبانية المزدهرة.
في عام 1720، تنازل آل هابسبورغ وآل بوربون عن الجزيرة إلى العرش الإسباني لدوق سافوي، فيكتور أماديوس الثاني من سافوي. احتفظت سردينيا بمؤسساتها المستقلة وفقًا لمعاهدة التنازل حتى عام 1847، عندما أصدر الملك تشارلز ألبرت قانون الدمج المثالي الذي وسّع إلى الجزيرة النظام الإداري المركزي الذي تبنته دولة سافويارد في البر الرئيسي خلال عصر نابليون.

## تأسيس مملكة سردينيا
في عام 1297، تدخل البابا بونيفاس الثامن بين مجلسي آل أنجو الكابيتيون وأراغون، وأسس على الورق مملكة سردينيا وكورسيكا «Regnum Sardiniae et Corsicae» التي ستشكل فيما بعد إقطاعية للبابوية. ثم متجاهلًا الدول الأصلية الموجودة بالفعل، عرض البابا إقطاعيته الجديدة على جيمس الثاني ملك أراغون، ووعده بالدعم البابوي في حال أراد غزو بيسان سردينيا مقابل تخليه له عن صقلية. في عام 1323، شكل جيمس الثاني تحالفًا مع هيو الثاني ملك أربوريا، وبعد حملة عسكرية استمرت عامًا أو نحو ذلك، احتل أراضي بيزان في كالياري وغالورا جنبًا إلى جنب مع مدينة ساساري، مطالبين بالإقليم باسم مملكة سردينيا وكورسيكا.
في عام 1353، شنت مملكة أربوريا حربًا على أراغون. بقيت آخر مملكة كوديكات (ممالك سردينيا الأصلية) مع تاج أراغون حتى عام 1420. احتفظت مملكة سردينيا وكورسيكا بطابعها المنفصل كجزء من تاج أراغون ولم تكن مجرد اندماج معها. منح بيتر الرابع من أراغون سلطة تشريعية مستقلة للمملكة وتقاليدها القانونية أثناء فترة صراعه مع مملكة أربوريا. حُكمت المملكة باسم الملك من قبل نائب الملك.
في عام 1420، اشترى ألفونسو الخامس ملك أراغون، ملك صقلية ووريث أراغون، الأراضي المتبقية مقابل 100 ألف فلورين ذهبي من مملكة أربوريا من الملك (كان يُسمى أيضًا القاضي) الأخير، ويليام الثالث ملك ناربون، وامتدت «مملكة سردينيا» في جميع أنحاء الجزيرة، باستثناء مدينة كاستيلساردو (التي كانت تسمى في ذلك الوقت كاستلدوريا أو كاستلغينوفيزا) التي سُرقت من دوريا عام 1448، وأعيد تسميتها قلعة أراغونيزي بعد ذلك.
أزيلت كورسيكا، التي لم تُحتل سابقًا من العنوان الرسمي للمملكة، وانضمت سردينيا تحت العرش الأرغوني إلى إسبانيا الموحدة. أدت هزيمة الممالك والبلديات المحلية، وحكم الأراغون (الإسباني فيما بعد)، وإدخال إقطاع عقيم، بالإضافة إلى اكتشاف الأمريكتين، إلى تدهور مملكة سردينيا بشكل كبير. حدثت فترة قصيرة من الانتفاضات تحت قيادة النبيل المحلي ليوناردو ألاغون، مركيز أوريستانو، الذي دافع عن أراضيه ضد نائب الملك نيكولو كاروز وتمكن من هزيمة جيش نائب الملك في سبعينيات القرن التاسع عشر، ولكنه هُزم لاحقًا في معركة ماكومر عام 1478، منهيًا بذلك أي ثورة جديدة في الجزيرة. أدت الهجمات المتواصلة من قراصنة شمال إفريقيا وسلسلة الأوبئة (في 1582 و1652 و1655) إلى تفاقم الوضع.

### غزو أراغون لجزيرة سردينيا
على الرغم من أنه يمكن القول إن «مملكة سردينيا وكورسيكا» بدأت كدولة قانونية مشكوك فيها وغير عادية في عام 1297، لكن وجودها الفعلي بدأ في عام 1324 عندما طلب ملك أربوريا منهم المساعدة أثناء الحرب مع جمهورية بيزا، استولى جيمس الثاني على أراضي بيزان في ولايتي كالياري وغالورا السابقتين وأكد لقبه المصدق عليه بابويًا. في عام 1347، شن أراغون حربًا على ملاك الأراضي من آل دوريا وآل مالاسبينا، الذين كانوا من مواطني جمهورية جنوة، التي كانت تسيطر على معظم أراضي ولاية لوغودورو السابقة في شمال غرب سردينيا، بما في ذلك مدينة ألغيرو وجمهورية ساساري شبه المستقلة، وإضافتهم إلى مناطقها المباشرة.
أثبت ملك أربوريا، الدولة السردينية الوحيدة التي بقيت مستقلة عن الهيمنة الأجنبية، أنه من الصعب إخضاعها. وبسبب مطالبات أراغون بالسيادة وتوحيد بقية الجزيرة، في عام 1353، بدأت أربوريا، تحت قيادة ماريانوس الرابع غزو أراضي سردينيا المتبقية التي شكلت مملكة سردينيا. في عام 1368، نجح هجوم أربوريا في طرد الأراغون تقريبًا من الجزيرة، مما أدى إلى تقليص «مملكة سردينيا وكورسيكا» إلى مدينتي كالياري وألغيرو المينائيتين فقط ودمج كل شيء آخر في مملكتهم.
أعادت معاهدة سلام أراغون ممتلكاتهم السابقة في عام 1388، لكن استمرت التوترات، وفي عام 1382، اجتاح الجيش الأربيري بقيادة برانكاليوني دوريا مرة أخرى معظم الجزيرة. استمر هذا الوضع حتى عام 1409 عندما تعرض جيش أربوريا لهزيمة كبيرة على يد جيش أراغون في معركة سانلوري. بعد بيع الأراضي المتبقية مقابل 100 ألف فلورين من الذهب إلى مملكة أربوريا عام 1420، امتدت «مملكة سردينيا» في جميع أنحاء الجزيرة، باستثناء مدينة كاستيلساردو، والتي سُرقت من دوريا في عام 1448. بعد أن استغرق إخضاع سردينيا قرنًا من الزمن، أُسقطت كورسيكا من اللقب الرسمي للمملكة.
في عام 1527، أثناء الحرب الفرنسية الإسبانية، هاجم جيش فرنسي مكون من 4000 رجل بقيادة الإيطالي رينزو دا سيري شمال الجزيرة، وحاصر كاستيلاراغونيز وفصلوا سورسو ثم سسارة لمدة شهر تقريبًا.
في عام 1566، أُنشئت أول مطبعة لجزيرة سردينيا في كالياري، وأُسست جامعة كالياري وجامعة سساري في عامي 1607 و1617.
في أواخر القرن الخامس عشر وأوائل القرن السادس عشر، بنى الإسبان أبراج مراقبة على طول الساحل (تسمى اليوم «الأبراج الإسبانية») لحماية الجزيرة من الغارات العثمانية. في عام 1637، فصل أسطول فرنسي بقيادة هنري كونت هاركورت أوريستانو لمدة أسبوع تقريبًا.